# فيضة السالم
فيضة السالم هي فيضة، في ناحية الشبكة بقضاء النجف بمحافظة النجف، بالبادية العراقية، مساحتها ثمانمئة متر مربع، ارتفاعها 373 متراً فوق سطح البحر، عمقها 6 أمتار.